# 金才龍
金 才龍（キム・ジェリョン、朝鮮語: 김재룡、1959年 - ）は、朝鮮民主主義人民共和国の政治家。朝鮮労働党中央委員会政治局員、党中央委員会書記、党中央委員会検査委員会委員長。党中央委員会組織指導部長、第6代朝鮮民主主義人民共和国内閣総理、第7期朝鮮労働党中央軍事委員会委員などを歴任した。

## 経歴
平安北道党委員会書記を経て、慈江道党委員会書記となった後、2015年2月に慈江道党委員会責任書記に上がった。2016年5月の朝鮮労働党第7次大会において朝鮮労働党中央委員会委員に任命された。同年5月には慈江道党委員会委員長になった。
2018年8月に金正日の側近で人民軍元帥だった金永春が死去した際には、金正恩が委員長となった国家葬儀委員会の委員を務めた。
2019年4月10日に開催された第7期党中央委員会第4回総会で党中央委員会政治局員、党中央軍事委員会委員に選出され、翌11日の第14期最高人民会議第1回会議では党副委員長（経済担当）に転出した朴奉珠の後継として内閣総理および国務委員会委員に選出された。
2020年8月13日に開催された党中央委員会政治局第7期第16回会議で内閣総理を解任され、党中央委員会副委員長および党中央委員会組織行政部長に任命された。
2021年1月5日から開催された朝鮮労働党第8次大会で中央委員会委員に再選され、1月10日に開催された党中央委員会第8期第1回総会で党中央委員会政治局員、同委員会組織指導部長に選出されたが、党中央軍事委員から脱落した。
2021年9月29日に開催された最高人民会議第14期第5回会議にて、朝鮮民主主義人民共和国国務委員会委員から召還された。
2022年6月8日から開催された朝鮮労働党中央委員会第8期第5回総会拡大会議で党中央委員会書記・党中央検査委員会委員長に補欠選挙された。

## 人物評
北朝鮮で地方の党委員会幹部が首相に登用されたのは金才龍が初めての事例であり、北朝鮮の内部情勢などを報道するデイリーNKは金才龍が地方経済の分野で顕著な成果を上げた結果、金正恩にその功績を認められたとの認識を示している。
また、組織行政部長への就任にあたっては「金才龍は党の政策を正しく把握して展開することの出来る、高い党性（忠誠心）を身につけたイルクン（幹部）でありながら、司法や検察、保衛、安全の各機関と何ら関わりを持ってこなかった純粋（ニュートラル）な人物」であり、司法・公安分野の利権や派閥争いと無縁である点が評価されての起用との見方が出ている。
なお、組織行政部の前身である行政部の部長だった張成沢が金正恩の叔父として絶大な権力を行使したことが原因で粛清された反省から、「法執行機関の上にもうひとつの権力として君臨した張成沢とは異なり、金才龍は徹頭徹尾、各機関の監視と制御、掌握に専念し、（組織指導部第一副部長の）金与正の手足として任務を遂行する」として、金才龍の持つ権限には一定の制約がかけられていることが報じられている。